# Sugih Waras (Tanjung Agung)
Sugih Waras is een bestuurslaag in het regentschap Muara Enim van de provincie Zuid-Sumatra, Indonesië. Sugih Waras telt 454 inwoners (volkstelling 2010).